# Torta ahogada
La torta ahogada (panino affogato) è uno dei piatti più tipici e rappresentativi dello stato di Jalisco in Messico, particolarmente della città di Guadalajara; anche se la sua popolarità si è diffusa a differenti regioni del paese.

## Storia
La torta ahogada ha le sue origini a Guadalajara agli inizi del secolo scorso. La "leggenda urbana" più conosciuta racconta di un operaio che tornando a casa affamato, cercò di saziare il suo appetito, ma incontrò solamente un pezzo di pane, una purea di fagioli, uno spezzatino di carne di maiale, salsa piccante e salsa di pomodoro. L'uomo prese gli ingredienti, preparò una merenda strana e gli piacque così tanto che chiese alla moglie di riprodurre gli ingredienti base e farne una ricetta.
Una versione alternativa ci racconta che fu creata per incidente da una cameriera che, per distrazione, versò una salsa di pomodoro sopra il panino di un suo cliente, il quale lo mangiò lo stesso e ne rimase così entusiasmato da chiederne il bis.
Indipendentemente dall'origine la cosa sicura è che esiste una sola forma per preparare la Torta ahogada con salsa di pomodoro allungata con acqua e salsa piccante, e gli abitanti di Guadalajara ne sono molto gelosi.

## Preparazione
Le tortas ahogadas si preparano con un pane conosciuto come "birote" o "birote salado", che è caratteristico della regione e la cui consistenza e molto più densa del pane bolillo normale e per questo con la crosta più croccante e meno permeabile al suo interno per permettere una consistenza compatta nonostante venga sommerso nella salsa. Questa pagnotta salata si riempie di carnitas in stile Jalisco (carne di maiale fritta nello strutto), può essere a fette, a cubetti o a pezzi, poi si sommerge dentro la salsa piccante di una varietà di peperoncino chiamata "chile de árbol" con condimento di aceto di vino, cumino e aglio. Successivamente si aggiunge la salsa di pomodoro. Si usa anche aggiungere fettine di cipolla bagnate con succo di limone.

## Record
Guadalajara detiene il record per la torta ahogada più grande del mondo con una lunghezza di 646 m, costituita da 1230 Kg di carne di maiale, 1640 Kg di pomodori, 546 Kg di limoni, 820 Kg di cipolla, 258 litri di salsa di peperoncino piccante.